# 리오 하워드
리오 하워드(Leo Howard, 1997년 7월 13일 ~ )는 미국의 배우이자 무술가이다.

## 출연 작품
- 유어 고너 미스 미 (2017)
- 안드론: 블랙 라비린스 (2015)
- 코난 : 암흑의 시대 (2011)
- 쇼츠 (2009)
- 지.아이.조 - 전쟁의 서막 (2009)
- 약골 탈피 하이킥 (2011)